# Cantón de Samer
El cantón de Samer era una división administrativa francesa, que estaba situada en el departamento de Paso de Calais y la región de Norte-Paso de Calais.

## Composición
El cantón estaba formado por dieciocho comunas:
- Carly
- Condette
- Dannes
- Doudeauville
- Halinghen
- Hesdigneul-lès-Boulogne
- Hesdin-l'Abbé
- Isques
- Lacres
- Nesles
- Neufchâtel-Hardelot
- Questrecques
- Saint-Étienne-au-Mont
- Saint-Léonard
- Samer
- Tingry
- Verlincthun
- Wierre-au-Bois

## Supresión del cantón de Samer
En aplicación del Decreto n.º 2014-233 de 24 de febrero de 2014, el cantón de Samer fue suprimido el 22 de marzo de 2015 y sus 18 comunas pasaron a formar parte; nueve del nuevo cantón de Desvres y nueve del nuevo cantón de Outreau.